# Алі Парвін
Алі Парвін (перс. علی پروین, нар. 12 жовтня 1946, Тегеран) — іранський футболіст, що грав на позиції півзахисника. По завершенні ігрової кар'єри — тренер.
Виступав, зокрема, за клуб «Персеполіс», а також національну збірну Ірану.

## Клубна кар'єра
У дорослому футболі дебютував 1968 року виступами за команду клубу «Пайкан», в якій провів два сезони. 
У 1970 році перейшов до клубу «Персеполіс», за який відіграв 17 сезонів. У складі «Персеполіса» був одним з головних бомбардирів команди, маючи середню результативність на рівні 0,34 голу за гру першості. Завершив професійну кар'єру футболіста виступами за команду «Персеполіс» у 1987 році.

## Виступи за збірну
У 1970 році дебютував в офіційних матчах у складі національної збірної Ірану. Протягом кар'єри у національній команді, яка тривала 11 років, провів у формі головної команди країни 76 матчів, забивши 13 голів.
У складі збірної був учасником кубка Азії з футболу 1976 року в Ірані, здобувши того року титул переможця турніру, чемпіонату світу 1978 року в Аргентині, кубка Азії з футболу 1992 року в Японії.

## Кар'єра тренера
Розпочав тренерську кар'єру, ще продовжуючи грати на полі, 1982 року, очоливши тренерський штаб клубу «Персеполіс».
У 1988 році став головним тренером національної збірної Ірану, яку тренував п'ять років.
Наразі останнім місцем тренерської роботи був клуб «Персеполіс», головним тренером команди якого Алі Парвін був з 2005 по 2006 рік.

## Титули і досягнення
Гравець
- Володар Кубка Азії: 1972, 1976
- Переможець Азійських ігор: 1974

Тренер
- Переможець Азійських ігор: 1990